# Sufers
Sufers (toponimo tedesco; in romancio Sur) è un comune svizzero di 152 abitanti del Canton Grigioni, nella regione Viamala.

## Geografia fisica
Sufers è situato nella Rheinwald, alla foce del torrente Steilerbach, sulla sponda settentrionale del lago di Sufers, formato dall'omonima diga sul Reno Posteriore. Il territorio comunale si estende trasversalmente rispetto alla vallata del Reno Posteriore - con la gola della Rofla a costituire punto più a valle - e comprende due vallate: a sud si trova la val Suretta, lunga 7 km, delimitata da ambo i lati da catene montuose che superano i 2 500 m s.l.m. e dominata dal Pizzo Suretta; a nord-ovest si trova la invece la Steilertal, lunga 4 km, attorno alla quale si trovano il Teurihorn (2 973 m s.l.m.), il Pizzas d'Anarosa (3 000 m s.l.m.) e, sul confine con Splügen e Safien, la cima dell'Alperschällihorn (3 039 m s.l.m.), punto più elevato del territorio comunale.

## Storia

### Età medievale
La prima menzione documentata del villaggio, inizialmente chiamato Sobre, risale all'anno 841, quando l'imperatore Lotario I fece dono di una chiesa al paese. In quel periodo, la parte più esterna della Rheinwald e il vicino Schams erano abitati da popolazioni romance; attorno al 1300 coloni walser originari della Val Formazza e di Sempione dalla parte interna della valle (Nufenen e Hinterrhein) si espansero verso Sufers e il tedesco divenne la lingua principale della zona.

### Età moderna e contemporanea

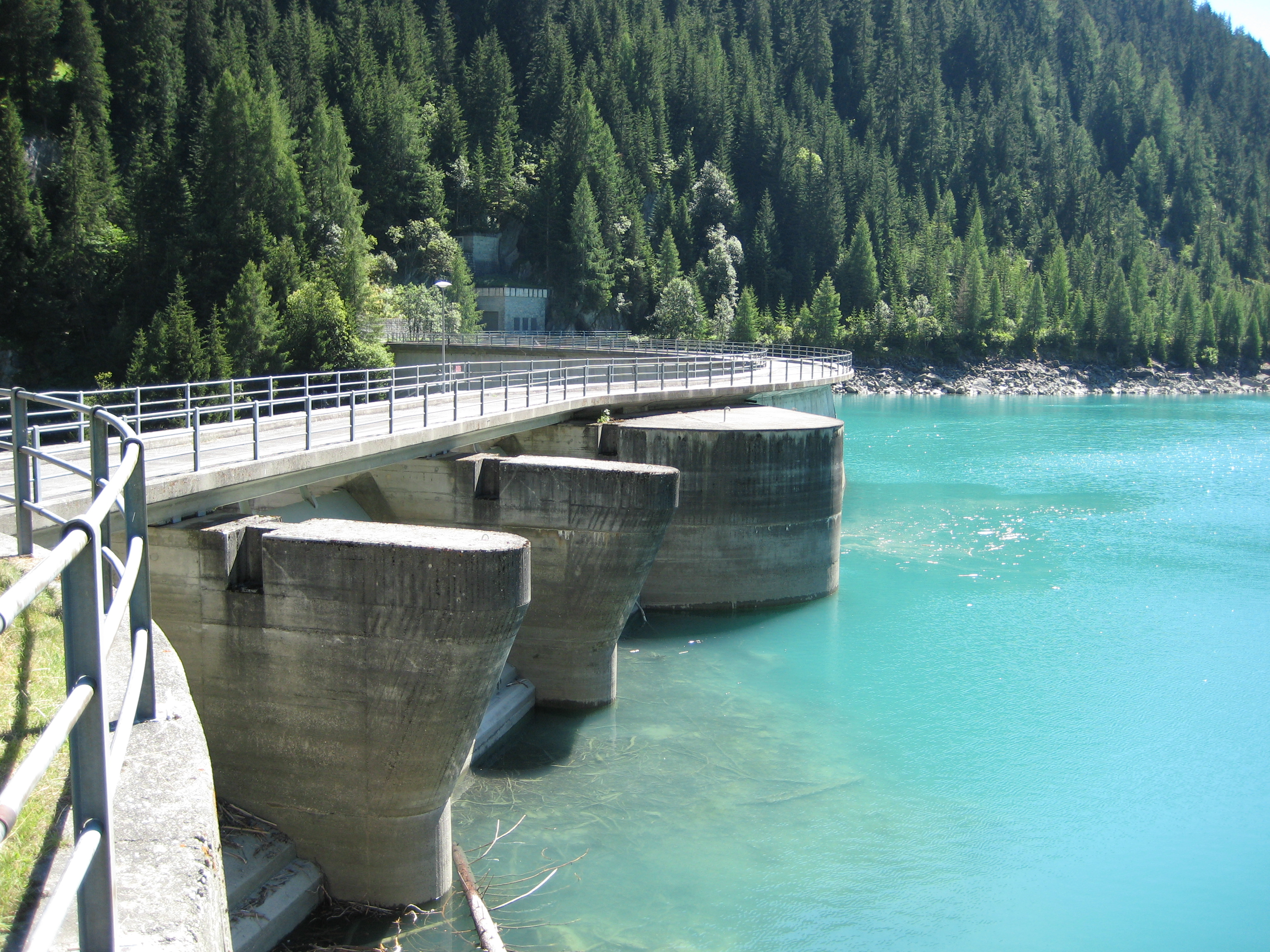
La diga di Sufers

Durante l'epoca delle Tre Leghe (1524-1798) Sufers appartenne alla Lega Grigia in qualità di Nachbarschaft ("vicinato") del tribunale del Rheinwald; i fondamenti economici del villaggio consistevano nell'allevamento, in una modesta agricoltura e, a partire dal XV secolo, nei traffici verso i passi dello Spluga e del San Bernardino. Tra il XVII e la metà del XIX secolo si registrò una rilevante attività estrattiva di minerali ferrosi dalla val Suretta, che venivano colati in una fonderia (detta Schmelzi) situata all'uscita della valle. Nel corso della propria storia, il villaggio di Sufers fu colpito da due devastanti incendi (1638 e 1732) e da un'alluvione (1834).
La seconda guerra mondiale comportò la realizzazione del cosiddetto "Sbarramento Sufers" (Sperrstelle Sufers), una postazione difensiva realizzata dall'esercito svizzero a nord e a est di Sufers. Con la realizzazione della diga di Sufers (tra il 1959 e il 1962) il fondovalle venne colmato da un lago artificiale. Nel 2016 gli abitanti di Sufers votarono contro una proposta di fusione con i comuni di Hinterrhein, Nufenen e Splügen, aggregazione che avvenne nel 2019 senza Sufers.

## Monumenti e luoghi d'interesse
- Chiesa riformata di Sufers, eretta nell'841 e ricostruita nel 1618-1625[3];
- Diga di Sufers, costruita nel 1959-1962[3];
- Forte di Crestawald.

## Società

### Evoluzione demografica
L'evoluzione demografica è riportata nella seguente tabella:
Abitanti censiti

## Economia
L'economia locale trae impulso principalmente dal settore primario.

## Infrastrutture e trasporti

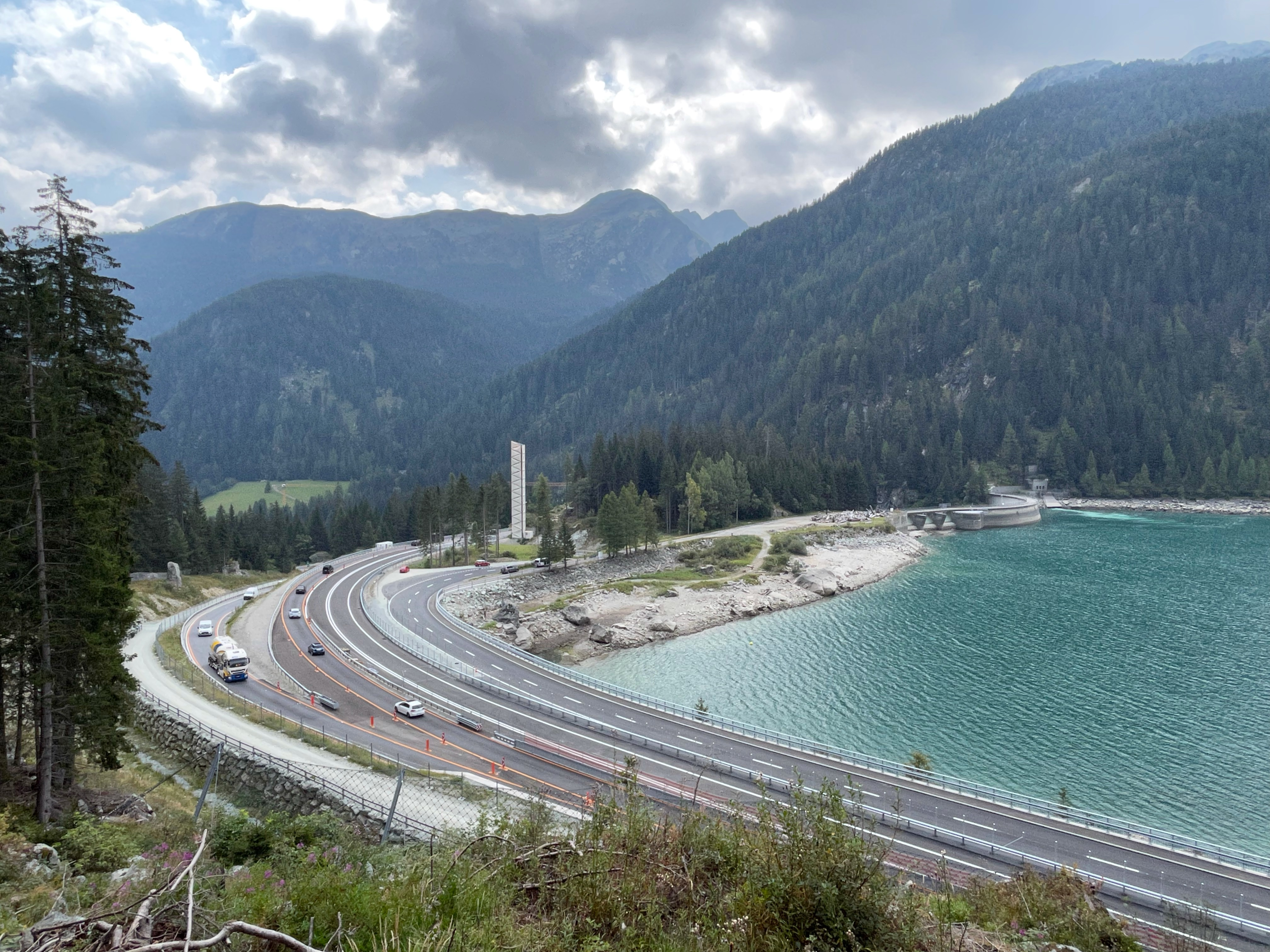
L'uscita autostradale di Sufers sull'autostrada A13/E43

Sufers è servito dall'uscita autostradale omonima sull'autostrada A13/E43; dista 22 km dalla stazione ferroviaria di Thusis, 46 km da Coira e 70 km da Bellinzona.